# Dorodoche
Dorodoche (altgriechisch Δωροδόχη Dōrodóchē) ist eine Person der griechischen Mythologie.
Nach einem Scholion zu Homers Odyssee ist sie die Tochter des Orsilochos und die Gattin des Ikarios, der ein Sohn des Oibalos genannt wird. Mit Ikarios ist Dorodoche die Mutter der Penelope.